# 高等经济商业学院
高等经济商业学院（法語：École supérieure des sciences économiques et commerciales），簡稱ESSEC，是法國乃至於歐洲最頂尖的商學院之一。ESSEC於1907年創建於巴黎，目前有巴黎塞爾吉、巴黎拉德芳斯、亞太（新加坡）及摩洛哥拉巴四個校區。目前有來自全球80個國家近5000名全日制學生，並有500名經理人接受高層管理培訓，其畢業生薪資列法國頂尖水平。
ESSEC是法國最頂尖的大學校之一，也是世界知名的商學院，法國排名第二，常與巴黎HEC商学院，ESCP歐洲高等商学院並稱為「巴黎三大高商」（法語：trois Parisiennes）[2]，是少數同時獲得了商學院三重認證的商學院。
ESSEC被認可為歐洲頂級商學院，根據FT金融時報排名，2023年排名歐洲第9，其中，王牌項目管理學碩士(MiM)2023年排名世界第5，高級工商管理碩士(MBA)2024年排名世界第52，(EMBA)2023年排名世界第21，金融碩士(MiF)2023年排名世界第3。

## 历史

### 创立早期（1907年至1940年）
ESSEC成立于1907年，最早是法国经济学家费迪南·勒佩尔蒂埃在巴黎创办的一家经济学研究所。与当时其他商业学校类似，ESSEC成立之初，也是教会附属学校，最初设立于巴黎拉丁区著名的教会学校圣热纳维耶芙学校内。第一批招收的学生仅有7名，他们需要进行两年的学习。1909年后，学校提供了可选的第三年课程。这一阶段，学校受教会理念影响较大，如学生每周需要参加学校礼拜堂内的教会活动，此类情况直到1905年法国政教分离法案颁布后才发生转变。

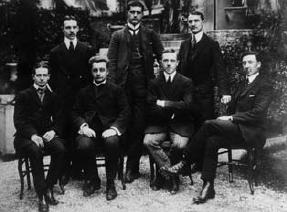
ESSEC第一届1909届毕业生合影

1913年，学校抓住政教分离法案的机会，加入了巴黎天主教大学，并正式将校名改为现在的名称ESSEC。这一时期，学校经历了诸多困难，包括有限的场地和其他教学资源，对于学校定位和声望的争取等，第一次世界大战更是让学校陷入低谷。1914年，因为战争的征召，学校此时仅剩4名一年级学生和2名二年级学生，因此学校临时关闭了一年。一战后，学校状况稍有缓解，1923年ESSEC校友会成立并设立了基金帮助战争寡妇和孤儿。但是，紧接发生的全球经济危机使得学校的经济状况愈发恶化。这类状况也因此催生了社会资助政策，1937年，第一次有学生获得了奖学金。

### 逐步完善时期（1940年至1970年）
1939年开始，ESSEC引入了入学考试，并于1941年开始设立了针对入学考试的预科课程。1950年，学校实施了义务实习期的规定，学习结束后，学生须参加为期三个月的实习。1961年，法国第一个学生辩论平台“ESSEC星期二”（法語：Mardis de l'ESSEC）在该校创立。1963年，学校创建了研究中心，后改名为社会科学、经济学和商学研究中心，是法国高商中第一所附属研究机构。同年，ESSEC集团正式成立。

### 快速发展时期（1970年至2000年）
1970年代开始，学校入学人数快速增长，同时，学校也开始接收女性学生，原有的教学用地已不满足使用。1973年，ESSEC正式搬到了位于巴黎郊区的塞尔吉。1980年代，学校开设了不同的项目，包括国际商业管理（EPSCI）、酒店管理（IMHI）。同期，一年期的专业硕士也开始开设。1993年，ESSEC在商校中首先提供了学徒制学习。1997年，ESSEC成为北美以外地区第一个获得AACSB认证的学校。

### 近期情况（2000年至今）
在引入AACSB认证后，ESSEC逐渐将原有项目变更为更符合英美教育体制的项目，如将国际商业管理（EPSCI）改为商科学士项目。这一过程中，学校原本将大学校项目改为企业管理硕士（Master in Business Administration，简称MBA），但因与传统的MBA项目定位并不一致，而受到其他法国高商的批判反对，后重新改为管理学硕士（MSc）。2005年，亚太校区在新加坡设立，并于2015年搬入位于尼泊尔山的新校址。

## 校区
目前，ESSEC共设有巴黎塞尔吉、巴黎拉德芳斯、亚太（新加坡）及摩洛哥拉巴特四個个校区。其中，塞尔吉校区为中心校区，拉德芳斯校区主要开设EMBA等高管教育项目。2005年，学校在新加坡创办了亚太校区，后于2015年搬入位于尼泊尔山的新校址。2017年在摩洛哥拉巴特-塞拉-盖尼特拉大区开设新的非洲校区。
| 巴黎塞尔吉校区 | 巴黎拉德芳斯校区 | 亚太校区（新加坡） |
| -------------- | ---------------- | ------------------ |
|                |                  |                    |

## 项目与专业

### 硕士与高级硕士项目

#### 管理学硕士（Master in Management）
管理学硕士（Master in Management，简称MIM）属于法国的大学校项目，该项目不要求工作经验，毕业证书会在学生完成规定时间的实习后颁发。管理学硕士主要面向读过法国预科或持有大学毕业证而且低于32岁的申请者，如果申请者持有海外（法国以外）学士文凭或同等效力的海外（法国以外）文凭，则可以进入专业的第二年。

#### 国际酒店管理硕士（MSc in Hospitality Management）
国际酒店管理硕士（MSc in Hospitality Management，简称IMHI）起初是ESSEC和康奈尔大学共同合作的项目。该项目旨在培养国际酒店管理组织中，能够主导实用性强的特定工作或资深运营职位，如：连锁酒店、连锁餐厅、食品服务契约、主题公园、娱乐场或旅游服务公司。

#### 高级硕士
高级硕士学历得到了法国高商会的认证，这些专业的学期短、强度大，旨在使即将结束学业的学生或年轻的专业人士顺利完成他们的培训，以此获得为市场所认可的补充技能。这些专业要求学生必须会讲流利的法语，其中一部分课程使用英语教学。具体专业如下：
- 营销管理高级硕士
- 国际供应链管理高级硕士
- 国际商业法和管理学高级硕士
- 科技项目管理高级硕士
- 信息系统和通讯网络高级硕士
- 创业高级硕士
- 工商管理研究高级硕士
- 国际食品行业管理高级硕士
- 房地产和城市管理高级硕士

### 全球工商管理学士（Global BBA）
学士项目创立于1975年，旨在为法国企业培养能够担当国际市场业务的学生。ESSEC的学士专业是法国的第一个获得国际商管学院促进协会和欧洲质量改善系统认证的大学专业。该项目要求所有的学生完成12个月的海外课程以及11至18个月的工作经验。

### 全球工商管理硕士（Global MBA）
该项目学时为12个月，是以新兴市场和经验学习为重点的全日制MBA专业。学生会有一个学期在新加坡的校区完成，参加新兴市场的实地考察，并最终将国际浸入项目累积到他们的学历中，这是一个由一个长达一个月，由一个新兴的市场的公司赞助的项目。一对一的职业服务，个人发展，指导和经常接触并与ESSEC商学院的校友和商业社会的其他成员互动，并加强的个人潜在经验。该计划的毕业生已经成为了各种管理和顾问，并且现在有许多人在国外工作。全球MBA是真正帮助学生准备一个国际性的职业生涯。其硕士班的特别主修班— 国际精品品牌管理 （International Luxury Brand Management)— 是与LVMH集团合创的学位，为全世界历史最悠久的奢侈品管理学位，排名世界第一名。历届来，许多毕业生在跨界的国际精品品牌公司裡为最高阶层的管理人才。

### 工商管理博士
博士阶段的课程培训未来国际最高水准的教师、研究人员和顾问。目标是不仅帮助学生准备重要的方法理论和更先进的知识，并且在国际学术团体中占有重要地位。在毕业论文开始之前，学生必须完成一个为期两年的课程安排和讲座，此后，初步考试及论文建议。该课程的所有学生都以非常密集的跨学科培训开始。其次是所选择的专业化领域的严格科研训练。

## 排名

### 歐洲商學院 European Business School
2023 FT金融時報 - 歐洲排名第9

### 管理學碩士 Master in Management (Grande École)
2023 FT金融時報 - 世界第5
2024 QS世界大學排名 - 世界第2

### 金融碩士 Master in Finance
2023 FT金融時報 - 世界第3
2024 QS世界大學排名 - 世界第7

### 商業分析碩士 DSBA (ESSEC/CentraleSupelec)
2024 QS世界大學排名 - 世界第3

### 高階管理教育 Executive Education
2023 FT 金融時報 - overall 世界第9；customized 世界第10；open 世界第12

### 工商管理碩士 Global MBA
2024 FT金融時報 - 世界第52
2024 QS世界大學排名 - 世界第29

### 高階工商管理碩士 EMBA (ESSEC/Mannheim)
2023 FT金融時報 - 世界第21
2022 QS世界大學排名 - 世界第11

## 知名校友

### 商業
Nicolas Hieronimus, L'Oréal S.A. CEO
Pierre Nanterme, Accenture 董事長兼CEO
Pierre Denis, Jimmy Choo (品牌) CEO
Dominique Reiniche, 可口可乐歐洲 CEO
Nicolas Namias, BPCE集团 CEO
Benoît Coquart, Legrand CEO
Jérôme Tafani, 漢堡王法國 CEO
Charles Bouaziz, Monoprix CEO, 前百事公司歐洲 CEO
Yves Perrier, Amundi CEO, 前法國興業銀行 CEO
Michel Bon, 前家樂福 CEO (1985–1992), 前Orange (公司) CEO (1995–2002)
Marie-Christine Lombard, TNT Express CEO
Gilles Pélisson, 法國電視一台 CEO, 前Bouygues Telecom CEO (2004–2006), 前雅高酒店集團 CEO (2006–2011)
Sue Nabi, Coty CEO
Marc Lelandais, S. T. Dupont 主席
Olivier Sichel, 法國存托銀行 副CEO, 前Wanadoo CEO
Véronique Bédague, Nexity CEO
Antoine Bernard de Saint-Affrique, 達能 CEO
Patrick Cescau, 聯合利華 CEO
Pierre-André de Chalendar, 聖戈班 CEO
Corinne Vigreux, TomTom 聯合創始人
Élisabeth Moreno, 惠普 非洲總理, 前Lenovo 法國總理

### 政治
Charles Konan Banny, 前象牙海岸總理
Oumar Tatam Ly, 前馬里總理
Alexis Kohler, 法國總統Emmanuel Macron辦公室主任

### 其他
François Rollin, 法國演員、喜劇演員和編劇
Constance Debré, 法國律師和小說家

## 外部連結
- 官方網頁 （页面存档备份，存于）